# ایلونا لاواچکووا
ایلونا لاواچکووا (به انگلیسی: Ilona Hlaváčková) (زادهٔ ۱۵ مارس ۱۹۷۷) شناگر اهل جمهوری چک است.